# Aleksandr Kapustin
Aleksandr Nikołajewicz Kapustin (ros. Александр Николаевич Капустин, ur. 1 listopada 1896, zm. 29 kwietnia 1965) – radziecki dyplomata.
Członek WKP(b), od 1940 w Ludowym Komisariacie Spraw Zagranicznych ZSRR, od 1940 do 22 czerwca 1941 III sekretarz Ambasady ZSRR w Niemczech, później w aparacie Ludowego Komisariatu Spraw Zagranicznych ZSRR, a 1941-1943 w Ambasadzie ZSRR w Iranie. Od 1943 do października 1945 radca Ambasady ZSRR w USA, od 10 października 1945 do 19 lipca 1953 ambasador nadzwyczajny i pełnomocny ZSRR w Meksyku, 1954-1955 zastępca kierownika Wydziału Protokolarnego Ministerstwa Spraw Zagranicznych ZSRR. Pochowany na Cmentarzu Nowodziewiczym.